# Corky, un adolescent pas comme les autres
Pour l’article homonyme, voir Un enfant pas comme les autres.
Corky, un adolescent pas comme les autres ou Corky, un enfant pas comme les autres (Life Goes On) est une série télévisée américaine en 84 épisodes de 45 minutes, créée par Michael Braverman et diffusée entre le 12 septembre 1989 et le 7 mars 1993 sur le réseau ABC.
En France, la série a été diffusée à partir de 1993 sur TMC puis rediffusée à partir du 5 janvier 1997 sur France 3, et au Québec à partir du 2 septembre 1996 à la Télévision de Radio-Canada sous le titre Corky.

## Synopsis
Cette série met en scène la vie de la famille Thatcher et plus particulièrement de leur fils aîné, Charles, dit Corky, trisomique.

## Distribution
- Chris Burke (VF : Luq Hamet) : Charles « Corky » Thacher
- Bill Smitrovich (VF : Daniel Russo) : Andrew « Drew » Thacher
- Patti LuPone (VF : Annie Balestra) : Elizabeth « Libby » Thacher
- Kellie Martin (VF : Barbara Tissier) : Rebecca « Becca » Thacher
- Monique Lanier (arz) (VF : Magali Barney) : Paige Thacher (saison 1)
- Tracey Needham (VF : Magali Barney) : Paige Thacher (saisons 2 à 4)
- Chad Lowe : Jesse McKenna (saisons 2 à 4)
- Penny Santon : Teresa Giordano

 Source et légende : version française (VF) sur RS Doublage

## Épisodes

### Première saison (1989-1990)
1. La Rentrée (Pilot)
2. Corky président (Corky For President)
3. L'Ange gardien (The Babysitter)
4. Maman monte sur les planches (Break a Leg Mom)
5. Chagrins d'amour (Becca's First Love)
6. Le Fiancé de Paige (Paige's Date)
7. La Maman de Paige (Paige's Mom)
8. L'Appel de la forêt (Call of the Wild)
9. Corky sert de témoin (Corky Witnesses a Crime)
10. Un héros ordinaire (Ordinary Heroes)
11. Paige est amoureuse (Pets, Guys and Videotapes)
12. La Petite Amie de Corky (Corky's Crush)
13. Thacher et Henderson (Thacher and Henderson)
14. Le Retour de l'oncle Richard (The Return of Uncle Richard)
15. Les Deux Frères (Brothers)
16. Le Rebelle (Corky Rebels)
17. Des voisins encombrants (It Ain't All It's Cracked Up to Be)
18. Un amour de cochon (Pig O' My Heart)
19. Presse à scandale (Becca and the Underground Newspaper)
20. La Dernière Danse (Save the Last Dance for Me)
21. Un cœur gros comme ça (With a Mighty Heart)
22. Le Bal de printemps (The Spring Fling)

### Deuxième saison (1990-1991)
1. Lune de miel en enfer (Honeymoon from Hell)
2. Corky et les dauphins (Corky and the Dolphins)
3. Le Nouveau Venu (The Visitor)
4. Les affaires sont les affaires (Becca and the Band)
5. La Salle des banquets (The Banquet Room Renovation)
6. Le Bal masqué (Halloween)
7. La Varicelle (Chickenpox)
8. Intelligentsia (La Dolce Becca)
9. Le Partage (A Thacher Thanksgiving)
10. Gina (Libby’s Sister)
11. Le Bon Copain (The Buddy)
12. La Voleuse de bicyclette (The Bicycle Thief)
13. L’amour, toujours l’amour (Isn't It Romantic?)
14. Photo de famille (The Bigger Picture)
15. Quiproquo à Glenn Brook (Last Stand in Glen Brook)
16. Un bon prof (Head Over Heels)
17. Les Voyages de Corky (Corky’s Travels)
18. Merci pour tout, Docteur Lamaze (Thanks a Bunch, Dr Lamaze)
19. Le Fantôme de grand-père (Ghost of Grandpa Past)
20. Arthur (Arthur)
21. Plus léger que l’air (Lighter Than Air)
22. Délivrance (Proms and Prams)

### Troisième saison (1991-1992)
1. Un grand honneur pour (Toast)
2. Coup de chapeau (Hello Goodbye)
3. Marginalité (Out of The Mainstream)
4. Armageddon (Armageddon)
5. Le Bel Âge (Sweet 16)
6. L’Au-delà (Life After Death)
7. Les Divas (Dueling Divas)
8. L’Invasion (Invasion of the Thacher Snatchers)
9. La Grande Question (Loaded Question)
10. Triangles (Triangles)
11. La Peur (The Smell of Fear)
12. Foudroyé (Struck By Lightning)
13. Jerry (Jerry’s Deli)
14. La Chambre (The Room)
15. Le Mur (The Wall)
16. La Chance (The Blues)
17. Le Conte de fées (The Fairy Tale)
18. La Belle Vie (Hearts and Flowers)
19. Une amourette (Corky’s Romance)
20. Les Amis (More Than Friends)
21. Les Aveux (Confessions)
22. Les Adultes (Consenting Adults)

### Quatrième saison (1992-1993)
1. Retour vers le futur (Bec to the Future)
2. Le Tableau (Exposed)
3. Mariage à l’essai (Premarital Syndrome)
4. Mensonges et vérités (The Whole Truth)
5. Lettres d’amour (Love Letters)
6. Fenêtres (Windows)
7. Perdus en forêt (Babes in the Woods)
8. Bête de concours (Udder Madness)
9. Bonnes vacances (Happy Holidays)
10. L'Heure des choix (Choices)
11. Sale affaire (Incident on Main)
12. Jamais sans toi, jamais avec toi (Lost Weekend)
13. Visions (Visions)
14. Minuit moins cinq (Five to Midnight)
15. Compagnon (Bedfellows)
16. Dernières volontés (Last Wish)
17. Et la vie continue (Life Goes On (And On And On))

## Récompenses
- Emmy Award 1990 : Meilleure actrice invitée dans une série dramatique pour Viveca Lindfors
- Emmy Award 1993 : Meilleur acteur dans un second rôle pour Chad Lowe